# Itoplectis tibetensis
Itoplectis tibetensis là một loài tò vò trong họ Ichneumonidae.